# Sheppardia gabela
A Sheppardia gabela a madarak (Aves) osztályának verébalakúak (Passeriformes) rendjéhez, ezen belül a légykapófélék (Muscicapidae) családjához tartozó faj.

## Rendszerezése
A fajt Austin L. Rand kanadai ornitológus írta le 1957-ben, a Muscicapa nembe Muscicapa gabela néven.

## Előfordulása
Afrika nyugati részén, Angola területén honos. Természetes élőhelyei a szubtrópusi és trópusi síkvidéki esőerdők, valamint másodlagos erdők. Állandó, nem vonuló faj.

## Megjelenése
Testhossza 13 centiméter.

## Természetvédelmi helyzete
Az elterjedési területe kicsi, egyedszáma pedig széttagolt és csökken. A Természetvédelmi Világszövetség Vörös listáján veszélyeztetett fajként szerepel.